# Кусунга, Женсерик
Женсерик Кусунга (порт. Genséric Kusunga, род. 12 марта 1988, Женева, Швейцария) — ангольский и швейцарский футболист, защитник. Выступал за сборную Анголы.

## Клубная карьера
Кусунга начал свою игровую карьеру в клубе «Серветт», проведя до этого несколько лет в молодёжке клуба. Он провел 17 матчей за клуб в Первой лиге Швейцарии, забив один раз. После повышения в Челлендж-лигу, сыграл ещё 68 матчей.
В мае 2010 года перешёл в клуб швейцарской Суперлиги «Базель», выбрал игровой номер 21. Дебют за новую комАНду произошел 20 июля 2010 года — Кусунга вышел на замену в домашнем матче против «Цюриха», закончившегося со счетом 3-2 в пользу хозяев поля. За всю карьеру в «Базеле» Кусунга выиграл Кубок Швейцарии и Суперлигу Швейцарии дважды.
В сентябре 2013 года Кусунга перешёл в английский «Олдем Атлетик». Кусунга забил свой первый гол за клуб в первом раунде Кубка Англии, выведя клуб вперед в матче против клуба «Вулверхэмптон Уондерерс».
В итоге контракт был продлён до конца сезона 2014-15. 24 апреля 2015 года Женсерик покинул «Олдем».
Пробыв без клуба 10 месяцев, Кусунга подписал контракт с «Униан Мадейра» чемпионата Португалии по футболу. Кусунга перешёл в шотландский клуб премьер-лиги «Данди» 2 февраля 2018 года в качестве свободного агента. Он стал заменой в составе для Джека Хендри, который был продан в «Селтик» 31 января. Футболист ушёл из клуба в конце сезона 2018/19. 17 декабря 2019 года Кусунга присоединился к португальскому клубу второй лиги Португалии «Кова-ди-Пиедади» в качестве свободного агента.

## Международная карьера
В 2009 году Кусунга был дважды вызван в сборную Швейцарии до 21 года, но в обеих играх он так и не был выпущен на поле со скамейки запасных.
В 2013 году Женсерик решил воспользоваться шансом выступить за сборную Анголы, и был в составе сборной на Кубок Африканских наций 2013.

## Достижения
Базель
- Чемпион швейцарской Суперлиги: 2011 и 2012
- Кубок Швейцарии: 2012